# 愛德蒙頓公車路線列表
愛德蒙頓作為加拿大亞伯達省的首府，市政府營運之愛德蒙頓交通服務處（Edmonton Transit Service, ETS）籌劃了應對都市擴張而訂的都會公車路線。路線概略計畫主要於2017年七月十一日釋出。路線階級主要分為：
- 密集班次路線（Frequent Routes）：主要每15分鐘一班之主要路線之公車路線。
- 速捷路線（Rapid Routes）：主要聯絡數個重要地標和區域至城市較外圍區域。
- 跨區路線（Crosstown Routes）：在不經過市中心的狀況下聯絡不同城市分區之聯絡路線。
- 地區性路線（Local Routes）：由主要節點、地標和區域聯絡至社區內部之路線。
- 社區路線（Community Routes）：為主要服務高齡住宅和鄰近社區[2]之路線[3]。

## 密集發車路線 (1–9)
密集發車路線（Frequent Routes）為系統中最主要的幹線公車路線，班次較其他路線密集；行駛於主要道路並提供市中心地區至其他區域之服務。
|          |          | |                                                                                              | |
| 路線編號 | 路線編號 | 主要停靠點                                                                                            | 路線概略                                                                                     | 服務備註 |
| 1        | 1A       | 卡皮萊諾 市中心                                                                                       | 50街/106大街/羅蘭德路/95街/103A大街/101街                                                    | |
| 1        | 1B       | 卡皮萊諾 市中心                                                                                       | 101大街/79街/106大街/羅蘭德路/95街/103A大街/101街                                            | |
| 2        | 2        | 西愛德蒙頓商場 市中心 體育館轉運中心 競技場轉運中心 巴爾福德轉運中心 克萊爾維尤轉運中心               | 87大街/142街/102大街/賈斯珀大街至體育館站。 夜梟時段路線（Owl）則改行經82街和118大街和堡路。 | - 屬於深夜服務「夜梟時段路線」的其中一條路線，營運至凌晨三、四點之間 - 僅在夜梟時段駛經體育館、競技場、巴爾福德和克萊爾維尤轉運中心 |
| 3        | 3        | 威斯特蒙特 國王道/皇家艾力克斯站 體育館站                                                             | 111大街/諾伍德大道                                                                           | |
| 4        | 4        | 路易斯農場 西愛德蒙頓商場 南校區/愛德蒙頓堡公園轉運中心 大學轉運站 懷特大街 邦尼杜恩 卡皮萊諾轉運中心 | 87大街/149街/懷特瑪德道/福克斯道/114街/112街/懷特大街/75街/90大街/50街                       | - 屬於深夜服務「夜梟時段路線」的其中一條路線，營運至凌晨三、四點之間 - 部分尖峰時段路線僅運營大學轉運站和邦尼杜恩區間 |
| 5        | 5        | 威斯特蒙特轉運中心 市中心 競技場轉運中心                                                              | 114大街/124街/賈斯珀大街/101街/103A大街/95街/118大街                                         | - 路線於1974年十二月八日啟用至2009年五月二日間曾使用無軌電車行駛。 |
| 6        | 6        | 南門轉運中心 戴維斯轉運中心                                                                           | 全線駛於51大街                                                                               | |
| 7        | 7        | 西愛德蒙頓商場 麥克伊文大學 市中心                                                                    | 170街/95大街149街/107大街/116街/104大街                                                      | |
| 8        | 8        | 阿波茨菲爾德 競技場轉運站 NAIT 麥克伊文大學 市中心 懷特大街 大學轉運中心                              | 118大街/109街/賈斯珀大街/斯科納路99街/懷特大街/112街                                         | - 屬於深夜服務「夜梟時段路線」的其中一條路線，最早於2015年九月六日納入深夜服務 |
| 9        | 9        | 歐克萊爾轉運中心 北門轉運中心 市中心 南門轉運中心 世紀公園轉運中心                                    | 97街/101街/109街/111街                                                                       | - 路線於1975年十一月九日啟用至2009年五月二日間曾使用無軌電車行駛 - 此路線為全市首先採用前置自行車架的公車路線。自行車架設置是由前市議員圖克·岡伯格（Tooker Gomberg）提出，並於1996年九月一日正式啟用。 - 屬於深夜服務「夜梟時段路線」的其中一條路線，最早於2015年九月六日納入深夜服務。 - 僅夜梟時段路線延駛至世紀公園轉運中心，並且夜梟時段路線不繞駛普萊森維尤社區。 |

## 跨區路線 (31, 51–56, 73)
| 路線編號    | 路線編號 | 主要停靠點                                                                           | 路線概略 | 路線備註                                                                   |
| 31          | 31       | 勒格轉運中心 南校區/愛德蒙頓堡公園轉運中心 大學轉運中心                              | 特威爾勒格道/懷特瑪德道/122街/65大街/113街/114街/112街/83大街/114街/113街/65大街/福克斯道/懷特瑪德道/特威爾勒格道                                                         | - 特快服務 - 僅平日營運                                                    |
| 51          | 51       | 卡索當轉運中心 威斯特蒙特轉運中心 大學轉運中心                                       | 卡索當路/132大街/127街/118大街/格羅特路/135街/87大街（折返） |                                                                            |
| 52          | 52       | 北門轉運中心 威斯特蒙特轉運中心 賈斯珀地轉運中心 西愛德蒙頓商場轉運中心              | 137大街/聖艾伯特徑/111大街/149街/107大街/156街/87大街 |                                                                            |
| 53          | 53       | 克萊爾維尤轉運中心 巴爾福德轉運中心 競技場轉運中心 卡皮萊諾轉運中心 米爾伍茲轉運中心 | 堡路/韋恩格雷茨基道/50街 |                                                                            |
| 54          | 54       | 克萊爾維尤轉運中心 北門轉運中心 米斯塔廷產業區 西愛德蒙頓商場轉運中心                | 137大街/170街/107大街/178街 |                                                                            |
| 55          | 55       | 西愛德蒙頓商場轉運中心 南門轉運中心 草甸轉運中心                                     | 87大街/159街/懷特瑪德道/122街/51大街/懷特瑪德道 | - 週六下午和週日全天不延駛至草甸轉運中心                                   |
| 56          | 56       | 西愛德蒙頓轉運中心 勒格轉運中心 世紀公園轉運中心 米爾伍茲轉運中心 草甸轉運中心       | 87大街/159街/懷特瑪德道/河畔路/23大街/17街 | - 部份區間僅行駛至米爾伍茲轉運中心                                         |
| 73 （停駛） | 73A      | 米爾伍茲轉運中心 戴維斯轉運中心 邦尼杜恩站 市中心                                    | 兩線皆行駛75街/83街。而後73A線繼續行駛95大街/康納斯路/低橋/麥克杜格爾丘和100街；73B線則行駛98大街/詹姆斯麥當勞橋/97大街/貝拉米丘和100街。最終兩線皆轉上103A大街至終點站。 | - 僅特快服務 - 因應新開通的河谷線輕軌，路線73A/B兩線皆於2024年二月終止服務 |
| 73 （停駛） | 73B      | 米爾伍茲轉運中心 戴維斯轉運中心 邦尼杜恩站 市中心                                    | 兩線皆行駛75街/83街。而後73A線繼續行駛95大街/康納斯路/低橋/麥克杜格爾丘和100街；73B線則行駛98大街/詹姆斯麥當勞橋/97大街/貝拉米丘和100街。最終兩線皆轉上103A大街至終點站。 | - 僅特快服務 - 因應新開通的河谷線輕軌，路線73A/B兩線皆於2024年二月終止服務 |

## 地區性和社區路線
此些路線主要僅服務一個分區之內的社區。

### 北愛德蒙頓 (100)
| 路線編號 | 主要停靠點                                                                         | 路線概略                 | 服務備註 |
| 101      | 阿波茨菲爾德轉運中心 體育館轉運中心                                                |                          | |
| 102      | 阿波茨菲爾德轉運中心 競技場轉運中心 北亞伯達省理工學院 國王道/皇家艾力克斯轉運中心 | 118大街/106街            | |
| 103      | 歐克萊爾轉運中心 卡索當轉運中心 國王道/皇家艾力克斯轉運中心                        |                          | |
| 104      | 克萊爾維尤轉運中心 競技場轉運中心                                                  | 50街/118大街             | |
| 106      | 巴爾福德轉運中心 北門轉運中心                                                      | 132大街                  | |
| 107      | 克萊爾維尤轉運中心 曼寧城鎮中心商場 倫敦德里區域 巴爾福德轉運中心                  | 66街                     | |
| 108      | 克萊爾維尤轉運中心 巴爾福德轉運中心                                                |                          | |
| 109      | 卡索當轉運中心 牛津 坎伯蘭 北門轉運中心                                            | 137大街                  | |
| 111      | 里弗達爾 市中心 國王道/皇家艾力克斯轉運中心 麥坤 威斯特蒙特轉運中心                | 賈斯珀大街/101街/111大街 | - 僅服務平日和週六日間 |
| 112      | 歐克萊爾轉運中心 卡索當轉運中心                                                    | 97街/127街/153大街       | - 週日不提供服務 |
| 113      | 克萊爾維尤轉運中心 倫敦德里區域 北門轉運中心                                       |                          | |
| 114      | 克萊爾維尤轉運中心 倫敦德里區域 北門轉運中心                                       | 144大街/97街             | |
| 116      | 克萊爾維尤轉運中心 阿波茨菲爾德轉運中心                                            | 維多利亞徑               | |
| 117      | 克萊爾維尤轉運中心 歐克萊爾轉運中心                                                | 153大街                  | |
| 118      | 克萊爾維尤轉運中心 歐克萊爾轉運中心                                                |                          | |
| 119      | 歐克萊爾轉運中心 遜希 克萊爾維尤轉運中心                                           | 167大街/50街             | |
| 121      | 克萊爾維尤轉運中心 弗雷澤 愛德蒙頓亞伯達醫院 長青                                  |                          | - 路線於平日下午尖峰時段前之班次皆先繞駛愛德蒙頓亞伯達醫院再駛向長青社區；平日下午尖峰時段後之班次則反之，先駛向長青社區再繞駛愛德蒙頓亞伯達醫院。假日則不分方向和時段，皆繞駛愛德蒙頓亞伯達醫院。 |
| 122      | 歐克萊爾轉運中心 克拉爾瓦頓 美麗湖                                                 |                          | |
| 123      | 北門轉運中心 競技場轉運中心                                                        |                          | - 週日無提供服務 |
| 124      | 歐克萊爾轉運中心 卡索當轉運中心 威斯特蒙特轉運中心                                 | 127街                    | |
| 126      | 卡索當轉運中心 格利斯巴徹 北門轉運中心                                             |                          | |
| 127      | 卡索當轉運中心 格利斯巴徹 肯辛頓交會口商場 牧羊人體健中心 北門轉運中心             | 153大街/127街            | - 僅服務平日和週六日間 |
| 128      | 北門轉運中心 北門獅子中心 倫敦德里區域                                             |                          | - 僅服務平日和週六日間 |
| 131      | 市中心 里弗達爾                                                                    |                          | - 僅服務平日尖峰時段 |

### 東南愛德蒙頓 (500)
|          |          |                                                                              |                                                                                    |                        |
| 路線編號 | 路線編號 | 主要停靠點                                                                   | 路線概略                                                                           | 服務備註               |
| 501      | 501      | 卡皮萊諾轉運中心 斯特拉森 亞伯達大學聖讓校區 戴維斯轉運中心                  | 92街/瑪麗-安妮·加布里路/86街                                                       |                        |
| 502      | 502      | 戴維斯轉運中心 南校區/愛德蒙頓堡公園轉運中心                                 | 86街/63大街/艾倫達爾路/61大街/113街                                                | - 僅平日尖峰時段服務   |
| 503      | 503      | 戴維斯轉運中心 東南產業園區 米爾本                                           | 86街/58大街/97街/39大街/米爾伍茲路/38大街                                          | - 僅平日尖峰時段服務   |
| 504      | 504      | 草甸轉運中心 楓樹嶺 東南產業園區 戴維斯轉運中心                              | 17街                                                                               | - 僅平日班次駛經楓樹嶺 |
| 505      | 505      | 戴維斯轉運中心 皮利波夫產業區                                                | 羅珀路                                                                             | - 僅平日尖峰時段服務   |
| 506      | 506      | 戴維斯轉運中心 傑克森高地 拉克斯珀 草甸轉運中心 梅珀                         | 羅珀路/50街                                                                        |                        |
| 507      | 507      | Southgate 格林維尤 基尼斯基園 威爾德羅斯 草甸轉運中心 塔瑪拉克               | 51大街/86街/76街/38大街                                                            |                        |
| 508      | 508      | 草甸轉運中心 塔瑪拉克 威爾德羅斯 敏超 希爾維尤 米爾本區                      |                                                                                    |                        |
| 509      | 509A     | 米爾伍茲轉運中心 雷克伍德轉運中心 伍德維爾區 里奇伍德區 紹斯伍德區           | 兩路線皆行駛米爾伍茲路和38大街。509A在社區內順時鐘方向行駛，509B則為逆時鐘向行駛。 |                        |
| 509      | 509B     | 米爾伍茲轉運中心 雷克伍德轉運中心 伍德維爾區 里奇伍德區 紹斯伍德區           | 兩路線皆行駛米爾伍茲路和38大街。509A在社區內順時鐘方向行駛，509B則為逆時鐘向行駛。 |                        |
| 511      | 511      | 米爾伍茲轉運中心 戴維斯轉運中心 邦尼杜恩站 市中心                            | 與73A路線完全重合，差別僅為73A服務日間/夜間而511服務深夜。                         | - 僅提供深夜服務       |
| 512      | 512      | 米爾伍茲轉運中心 雷克伍德轉運中心 南愛德蒙頓專營店商場                       | 28大街/帕爾森斯路/23大街                                                           |                        |
| 513      | 513      | 米爾伍茲轉運中心 雷克伍德轉運中心 諾特伍德區                                 | 28大街                                                                             |                        |
| 514      | 514      | 米爾伍茲轉運中心 米爾赫斯特區 梅悠庫敏 撒喀烏                                |                                                                                    |                        |
| 515      | 515      | 米爾伍茲轉運中心 里奇伍德區 希爾芙貝里 草甸轉運中心                          | 17街                                                                               |                        |
| 516      | 516      | 米爾伍茲轉運中心 勞雷爾 草甸轉運中心                                         | 23大街/17街                                                                        |                        |
| 517      | 517      | 米爾伍茲轉運中心 紹斯伍德區                                                  |                                                                                    |                        |
| 518      | 518      | 世紀公園轉運中心]] 南愛德蒙頓專營店商場 艾勒斯利 查爾斯沃斯 米爾伍茲轉運中心 | 23大街/艾勒斯利路/50街                                                             |                        |
| 519      | 519      | 世紀公園轉運中心]] 南愛德蒙頓專營店商場 桑默塞德 沃克 米爾伍茲轉運中心       | 23大街/帕爾森斯路/艾勒斯利路/50街                                                  |                        |
| 521      | 521      | 世紀公園轉運中心 艾勒斯利果園 沃克 米爾伍茲轉運中心                          | 111街/艾勒斯利路/50街                                                              |                        |
| 522      | 522      | 卡皮萊諾轉運中心 叢林高地 荷里路德 邦尼杜恩站                                | 106大街/79街                                                                       |                        |
| 523      | 523      | 米爾伍茲轉運中心 斯特拉斯科納產業區 懷特大街 市中心                          | 34大街/99街/斯科納路/100街                                                         |                        |
| 524      | 524      | 邦尼杜恩站 斯特拉森                                                          |                                                                                    | - 僅中午有服務         |
| 525      | 525      | 邦尼杜恩站 里奇                                                              |                                                                                    | - 僅中午有服務         |
| 526      | 526      | 米爾伍茲轉運中心 帕爾森斯產業區 斯特拉斯科納產業區 米爾本/伍德維爾站         |                                                                                    | - 僅有假日服務         |

### 西南愛德蒙頓 (700)
| 路線編號 | 主要停靠點                                                                | 路線概略                                                                                               | 服務備註                                                             |
| 701      | 南門轉運中心 懷特大街 省政中心轉運中心 市中心 國王道/皇家艾力克斯轉運中心 | 106街/76大街/104街/薩斯喀徹溫道/伊莉莎白女皇公園路/97大街/107街/賈斯珀大街/101街/103A大街/97街/111大街 |                                                                      |
| 702      | 南校區/愛德蒙頓堡公園轉運中心 蘭斯當 南門轉運中心                         | 貝爾格拉維亞路/122街/119街/111街                                                                       |                                                                      |
| 703      | 南校區/愛德蒙頓堡公園轉運中心 拉姆齊高地 勒格轉運中心                     | 貝爾格拉維亞路/福克斯道/懷特瑪德道/河畔路/兔丘路                                                       |                                                                      |
| 704      | 南門轉運中心 南公園購物中心                                               | 51大街/106街（折返）                                                                                   |                                                                      |
| 705      | 南門轉運中心 達根 世紀公園轉運中心                                        | 51大街/106街/23大街                                                                                    |                                                                      |
| 706      | 南門轉運中心 布利高地 勒格轉運中心                                        | 51大街/122街/懷特瑪德道/特威爾勒格道/兔丘路/23大街                                                     |                                                                      |
| 707      | 南門轉運中心 格林菲爾德 世紀公園轉運中心                                  | 111街/40大街/119街/23大街                                                                              |                                                                      |
| 708      | 南門轉運中心 格林菲爾德 世紀公園轉運中心                                  | 111街/23大街                                                                                           |                                                                      |
| 709      | 南門轉運中心 達根 世紀公園轉運中心                                        | 111街/23大街                                                                                           |                                                                      |
| 712      | 世紀公園轉運中心 黃鳥地區                                                 | |                                                                      |
| 713      | 世紀公園轉運中心 特溫布魯克斯                                             | 111街                                                                                                  |                                                                      |
| 715      | 世紀公園轉運中心 馬格雷斯高地 麥克塔加特 南特威爾勒格 勒格轉運中心        | 23大街                                                                                                 |                                                                      |
| 716      | 世紀公園轉運中心 溫德米爾灣流購物中心 勒格轉運中心                        | 23大街/兔丘路/溫德米爾大道/特威爾勒格道                                                                |                                                                      |
| 717      | 世紀公園轉運中心 安伯塞德 溫德米爾 哈斗 勒格轉運中心                      | 23大街/兔丘路/特威爾勒格道                                                                             |                                                                      |
| 718      | 世紀公園轉運中心 格蘭里定溝壑 溫德米爾 勒格轉運中心                       | 111街/安東尼瀚迪道/特威爾勒格道/23大街                                                                 |                                                                      |
| 719      | 世紀公園轉運中心 麥克伊文 查普爾                                          | 111街/艾勒斯利路/141街（折返）                                                                         |                                                                      |
| 721      | 世紀公園轉運中心 羅斯福 迪斯羅舍斯                                        | 111街/艾勒斯利路/詹姆斯莫瓦特徑                                                                        |                                                                      |
| 722      | 世紀公園轉運中心 布拉克瑪德溪 羅斯福 卡拉漢 阿拉爾德                      | 主要行駛於111街                                                                                        |                                                                      |
| 723      | 大學轉運站 帕爾凱倫                                                       | 112街/82大街/109街/65大街                                                                              | - 僅提供平日尖峰時段服務                                             |
| 724      | 南校區/愛德蒙頓堡公園轉運中心 布蘭德園 布利高地 霍奇森 勒格轉運中心       | 貝爾格拉維亞路/福克斯道/懷特瑪德道/53大街/河畔路/40大街                                                | - 僅提供平日尖峰時段服務                                             |
| 725      | 南門轉運中心 馬爾默平原 蘭卓姆地                                          | | - 週日不提供服務                                                     |
| 726      | 貝爾格拉維亞 麥克爾南 懷特大街 大學轉運站 溫莎公園社區                    | 118街/76大街/104街/懷特大街/112街/87大街                                                               | - 僅平日與週六日中服務                                               |
| 727      | 遺產谷轉運中心 迪斯羅舍斯 查普爾                                          | 127街/26大街/119A街/41大街                                                                             | - 僅平日尖峰時段服務 - 727路線於抵達遺產谷站後即換為700X路線繼續服務 |

### 西愛德蒙頓 (900)
|          |          |                                                   |                                                                           |                                                     |
| 路線編號 | 路線編號 | 主要停靠點                                        | 路線概略                                                                  | 服務備註                                            |
| 901      | 901      | 賈斯珀地轉運中心 市中心                           | 156街/107大街/101街                                                       |                                                     |
| 902      | 902      | 大學 歐利弗廣場 北亞伯達省理工學院                | 87大街/格羅特路/維多利亞公園路/116街/107大街/109街/伊莉莎白公主大街/106街 |                                                     |
| 903      | 903      | 賈斯珀地轉運中心 國王道/皇家艾力克斯轉運中心      | 156街/118大街/國王道                                                      |                                                     |
| 904      | 904      | 西愛德蒙頓商場 威斯特蒙特                         | 142街/111大街                                                             |                                                     |
| 905      | 905      | 北門轉運中心 威斯特蒙特轉運中心                   | 137大街/142街/111大街                                                     | - 僅平日服務                                        |
| 906      | 906      | 西愛德蒙頓商場 威斯特蒙特轉運中心                 | 87大街/178街/184街/118大街/142街/111大街                                  | - 僅平日服務                                        |
| 907      | 907      | 西愛德蒙頓商場 威斯特蒙特轉運中心                 | 87大街/178街/118大街/格羅特路                                             | - 週六夜間不經駛泰拉洛薩地區                        |
| 908      | 908      | 賈斯珀地轉運中心 威斯特蒙特轉運中心               | 斯托尼平原路/114大街112大街/111大街                                       | - 僅平日尖峰時段營運                                |
| 909      | 909      | 賈斯珀地轉運中心 威斯特蒙特轉運中心               |                                                                           |                                                     |
| 912      | 912      | 賈斯珀地轉運中心 路易斯農場                       | 斯托尼平原路/安東尼瀚迪道                                                 |                                                     |
| 913      | 913      | 西愛德蒙頓商場 蔻琳伍德 傑米森地                  | 178街                                                                     |                                                     |
| 914      | 914      | 西愛德蒙頓商場 貝爾米德 賈斯珀地轉運中心          | 87大街/178街/100大街/斯托尼平原路                                         |                                                     |
| 915      | 915      | 西愛德蒙頓商場l 賈斯珀地轉運中心                  | 87大街/182街/95大街/163街/斯托尼平原路                                    |                                                     |
| 916      | 916      | 路易斯農場 漢普頓 蔻琳伍德 西愛德蒙頓商場         | 蘇德綠地道/62大街/蔻琳伍德路/178街/87大街                                 |                                                     |
| 917      | 917      | 路易斯農場 格拉斯頓柏立 奥姆斯比地 西愛德蒙頓商場 | 62大街/蔻琳伍德路/178街                                                   |                                                     |
| 918      | 918A     | 西愛德蒙頓商場 雷薩爾德                           | 87大街/178街/57大街/172街/76大街。918A為順時鐘向行，918B則為逆時鐘行。    |                                                     |
| 918      | 918B     | 西愛德蒙頓商場 雷薩爾德                           | 87大街/178街/57大街/172街/76大街。918A為順時鐘向行，918B則為逆時鐘行。    |                                                     |
| 919      | 919      | 路易斯農場 塞寇爾德                               | 韋伯綠地道/塞寇爾德大道                                                   |                                                     |
| 921      | 921      | 賈斯珀地轉運中心 威斯特維尤村                     | 斯托尼平原路/溫特本路                                                     |                                                     |
| 922      | 922      | 路易斯農場 羅森塔爾                               | 蘇德綠地道/羅森塔爾大道/羅森塔爾通/羅森塔爾連接路                         |                                                     |
| 923      | 923      | 西愛德蒙頓商場 奧列斯基夫                         | 178街/69大街/汪揚迪路/蔻琳伍德路                                          | - 僅平日尖峰服務                                    |
| 924      | 924      | 賈斯珀地轉運中心 彌多拉克轉運中心 里奧特雷斯      | 斯托尼平原路/166街/165街/96A大街/163街/88大街/87大街/156街/76大街         | - 僅平日服務                                        |
| 925      | 925      | 賈斯珀地轉運中心 梅菲爾商場 西愛德蒙頓商場        | 斯托尼平原路/87大街                                                       | - 僅平日午間服務                                    |
| 926      | 926      | 路易斯農場 斯蒂爾沃特                             | 護衛路/199街                                                              |                                                     |
| 994      | 994      | 西愛德蒙頓商場 愛德蒙頓河谷動物園                 | 87大街/美景路（Buena Vista Road）                                         | - 六月維多利亞日連假服務 - 七月加拿大勞動節連假服務 |

## 特快路線 (X)
此些路線僅停靠特定站點，並提供城市外圍區域至市中心區域。

### 北愛德蒙頓 (100X)
| 路線編號 | 主要停靠點                                                         | 路線概略                                                                                               | 服務備註 |
| 110X     | 歐克萊爾轉運中心 北門轉運中心 北亞理工 麥克伊文大學 市中心         | 97街/109街/104大街/101街（折返）                                                                       | |
| 120X     | 歐克萊爾轉運中心 北門轉運中心 市中心 省政中心轉運中心              | 97街/103A大街/101街/賈斯珀大街/107街至省政中心站                                                       | - 僅平日服務 |
| 130X     | 巴圖林 歐克萊爾轉運中心 市中心 省政中心轉運中心                    | 此路線與120X行駛相同路線至省政中心轉運中心，但不停靠北門轉運中心在到達市中心後行駛100街而非120X之101街 | - 僅平日尖峰時段服務 - 上午尖峰僅有巴圖林至省政中心服務；下午尖峰僅有省政中心至巴圖林之服務                                               |
| 140X     | 國王道/皇家艾力克斯轉運中心 坎伯蘭 卡爾頓 牛津 奧爾巴尼 拉波斯威爾 | 118大街/127街，隨後駛入各社區                                                                          | - 僅平日尖峰時段服務 - 上午尖峰僅有拉波斯威爾至國王道/皇家艾力克斯轉運中心服務；下午尖峰僅有國王道/皇家艾力克斯轉運中心至拉波斯威爾之服務 |
| 150X     | 省政中心站 市中心 卡索當 鄧路斯                                    | 107街/賈斯珀大街/100街/103A大街/97街/132大街/卡索當路並接續駛入鄧路斯社區。                            | - 僅平日尖峰時段服務 - 上午尖峰僅有鄧路斯至省政中心服務；下午尖峰僅有省政中心至鄧路斯之服務。                                             |

### 東南愛德蒙頓 (500X)
| 路線編號 | 主要停靠點                                  | 路線概略                                                             | 服務備註     |
| 500X     | 草甸轉運中心 邦尼杜恩站 市中心 麥克伊文大學 | 17街/舍伍德公園高速公路/懷特大街/83街/康納斯路/100街/104大街（折返） | - 僅平日服務 |

### 西南愛德蒙頓 (700X)
| 路線編號 | 主要停靠點        | 路線概略         | 服務備註                                                          |
| 700X     | 世紀公園站 遺產谷 | 111街/艾勒斯利路 | - 僅平日服務 - 首條「重設公車路網」（Bus Network Redesign）路線。 |

### 西愛德蒙頓 (900X)
| 路線編號 | 主要停靠點                           | 路線概略                                                        | 服務備註 |
| 900X     | 路易斯農場 西愛德蒙頓商場 市中心     | 87大街/170街/梅菲爾路/107大街/賈斯珀大街/101街/103A大街（折返） | |
| 910X     | 南校區/愛德蒙頓堡站 蔻琳伍德         | 福克斯道/懷特瑪德道/178街（於蔻琳伍德迴圈）                     | - 僅平日尖峰時段服務 - 上午尖峰僅有蔻琳伍德至南校區/愛德蒙頓堡站服務；下午尖峰僅有南校區/愛德蒙頓堡站至蔻琳伍德之服務 |
| 920X     | 路易斯農場 西愛德蒙頓商場 亞伯達大學 | 營運初期僅為至西愛德蒙頓商場之87大街特快。                      | - 僅平日尖峰時段服務 - 上午尖峰僅有路易斯農場至大學之服務；下午尖峰僅有大學至路易斯農場之服務                         |
| 930X     | 南校區/愛德蒙頓堡站 漢普頓           | 營運初期僅為至格拉斯頓柏立之特快。                              | - 僅平日尖峰時段服務 - 上午尖峰僅有漢普頓至南校區/愛德蒙頓堡站服務；下午尖峰僅有南校區/愛德蒙頓堡站至漢普頓之服務     |

## 特別路線/通勤服務 (540–589, 747)
此類路線主要服務城市境外之區域。
| 路線編號 | 主要停靠站                                           | 路線概略                                                                                    | 服務備註 |
| 540      | 米爾伍茲站 東南愛德蒙頓 博蒙特                       | 安東尼瀚迪道/50街，於肯·尼科爾區域休閒中心折返。                                            | - 與 博蒙特交通處合作之路線 - 2017年九月五日首次營運 - 自2017至2021年間愛德蒙頓端為 世紀公園轉運中心 - 自2021至今愛德蒙頓端為遺產谷轉運中心 - 僅平日尖峰時段服務 - 僅特快服務 - 禁止攜帶自行車 - 此路線採取與其餘愛德蒙頓交通服務處營運路線處不同之收費標準 |
| 560      | 市中心 國王道/皇家艾力克斯站 北亞理工站 斯布塞格路夫 | 101街/賈斯珀大街/107街/104大街/109街/伊麗莎白公主大街/106街/107街/耶洛黑德徑/世紀路（折返） | - 自2006年一月三號起首先採用試營運，並原先編號路線為197 並於2015年九月八日改編。 - 僅平日尖峰時段服務 - 下午尖峰不自斯布塞格路夫端發車 - 愛德蒙頓市中心境內和斯布塞格路夫市境內為一般停靠服務，此外為特快 - 禁止攜帶自行車 - 此路線採取與其餘愛德蒙頓交通服務處營運路線處不同之收費標準                                                                                              |
| 580      | 薩斯喀徹溫堡 克萊爾維尤轉運中心                      | 亞伯達省15號公路 (曼寧道)，於薩斯喀徹溫堡市轉運中心折返。                                   | - 愛德蒙頓市與薩斯喀徹溫堡交通處唯一之合作路線 - 僅平日尖峰時段服務 - 禁止攜帶單車 - 此路線採取與其餘愛德蒙頓交通服務處營運路線處不同之收費標準 - 自2004年九月七號起首先採用試營運，並原先編號路線為198，並在2016年九月四號重新編號為現今號碼。 |
| 589      | 競技場轉運中心 愛德蒙頓廢物管理中心                  | 堡路/耶洛黑德徑/安東尼瀚迪道，並於園內折返。                                                | - 僅平日凌晨和夜間服務 - 僅特快服務 |
| 747      | 世紀公園轉運中心 愛德蒙頓國際機場                    | 23大街/ 亞伯達省2號公路 (卡加利徑)                                                          | - 2012年四月27日起開始營運 路線原先僅由愛德蒙頓市政府出資，但於2018年五月勒杜克縣宣布合資營運此路線。目前由勒杜克市公車系統與愛德蒙頓市交通系統合作。 - 僅特快服務 - 禁止攜帶自行車 - 此路線採取與其餘愛德蒙頓交通服務處營運路線處不同之收費標準 - 車種配備無線網路服務和行李架 - 路線於2018年五月一日起延駛至愛德蒙頓國際機場暢貨中心。 - 此路線約每月服務20,800人次 (2019年資料)。 |

## 叫車服務路線
叫車服務（On-Demand Transit）是愛德蒙頓交通服務處的一個非固定班表點到點路線服務，以線上網站或電話（手機/叫車服務公用電話）預定才服務的公車路線（僅特定地點有安裝叫車服務公用電話）。所有車種皆為小型公車，不得攜帶自行車。路線主要分為兩類：
- 社區接駁服務（Neighbourhood Service）：負責外圍區域社區聯絡至轉運中心之路線。
- 長者住宅服務（Senior Service）：接駁高齡社群住宅至鄰近購物中心之服務。

### 社區接駁服務路線
社區接駁服務皆為免費服務，並且平日營運自早上六點至晚間十點；週六營運自早上九點至晚間七點；週六營運自中午十點至下午六點。
| 區域編號 | 服務社區                                                                                                 | 接送轉運站點                                                            | 叫車服務公用電話                                              |
| A區      | 布雷肯里奇綠地 埃奇蒙特 漢普頓 波特綠地 斯蒂爾沃特 高地社區                                              | 路易斯農場轉運中心                                                      | 有                                                            |
| B區      | 大湖區域 米斯塔廷產業區 威斯特維尤村                                                                     | 路易斯農場轉運中心和威斯特蒙特轉運中心                                  | 有                                                            |
| C區      | 蒙綽斯 巴爾溫                                                                                            | 巴爾福德轉運中心和競技場轉運中心                                        | 僅競技場站有配備                                              |
| D區      | 克羅芙戴爾                                                                                               | 斯特拉森站                                                              | 無                                                            |
| E區      | 東門產業區                                                                                               | 卡皮萊諾轉運中心                                                        | 有                                                            |
| F區      | 阿馮摩爾 肯尼爾沃斯 愛德華親王公園社區 吉拉德產業區                                                      | 邦尼杜恩站                                                              | 無                                                            |
| G區      | 羅珀產業區 河堰產業區                                                                                    | 戴維斯轉運中心                                                          | 無                                                            |
| H區      | 亞斯本園 布魯克塞德 愛德蒙頓堡公園 格蘭德維尤高地 蘭斯當                                                 | 南校區/愛德蒙頓堡公園轉運中心                                           | 有                                                            |
| I區      | 法爾科納高地 韓德森莊園                                                                                  | 勒格轉運中心和南校區/愛德蒙頓堡公園轉運中心                             | 有                                                            |
| J區      | 愛德蒙頓河谷動物園 賈斯珀公園社區 勞雷爾高地 帕克維尤 派翠莎高地 克內爾高地 里奧特雷斯 舍伍德 威斯特里奇 | 彌多拉克轉運中心, 南校區/愛德蒙頓堡公園轉運中心和西愛德蒙頓商場轉運中心 | 僅南校區/愛德蒙頓堡公園轉運中心和西愛德蒙頓商場轉運中心有配備 |
| K區      | 喀麥隆高地 韋吉伍德高地                                                                                  | 勒格轉運中心和西愛德蒙頓商場轉運中心                                    | 有                                                            |
| L區      | 布拉克本恩 布拉克瑪德溪 卡瓦納 格蘭里定高地 格雷登丘 黑斯里奇 凱斯威克                                   | 世紀公園轉運中心和勒格轉運中心                                          | 有                                                            |
| M區      | 查爾斯沃斯                                                                                               | 米爾伍茲轉運中心                                                        | 無                                                            |
| N區      | 奧爾巴尼 拉波斯威爾 卡諾撒 艾爾西諾爾 恰姆貝里 克拉爾瓦頓 古德里奇角                                     | 歐克萊爾轉運中心                                                        | 無                                                            |
| O區      | 梅珀 塔瑪拉克 阿斯特                                                                                     | 草甸轉運中心                                                            | 無                                                            |
| P區      | 布拉克瑪德溪社區                                                                                         | 世紀公園轉運中心                                                        | 有                                                            |

### 長者住宅接駁路線
長者住宅服務皆為免費服務，並且平日營運自早上七點至晚間七點；週六營運自早上九點至晚間四點；週六營運自中午九點至下午四點。
| 區域 | 服務住宅 地址 | 接送站點                                                                 | 叫車服務公用電話配備地點 |
| 紅   | - 聯合別墅 Alliance Villa (12620 109 Avenue) - 卡諾拉花園 Canora Gardens (10160 151 Street) - 麥坤花園 McQueen Gardens (14311 McQueen Road) - 奧爾托納村 Ortona Village (10421 142 Street) - 山峰村 Summit Village (10041 149 Street) - 特格勒臺 Tegler Terrace (9918 149 Street) | 賈斯珀地轉運中心和威斯特蒙特轉運中心                                     | 兩轉運中心皆有配備       |
| 藍   | - 安斯加爾別墅 Ansgar Villa (10170 120 Street) - 同濟會地 Kiwanis Place (10330 120 Street) - 羅斯達爾莊園 Rosedale Estates (10101 111 Street) - 公園內的羅斯達爾 Rosedale in the Park (10103 111 Street) - 羅斯達爾別墅 Rosedale Villa (10107 111 Street) - 聖若亞敬宅第 St. Joachim Manor (11020 99 Avenue) - 特格勒宅第 Tegler Manor (9943 110 Street) - 格羅特屋 Groat House (12627 Stony Plain Road) | 皇家亞伯達博物館、科羅拿站和116街賈斯珀大街口                            | 科羅拿站                 |
| 橘   | - 中央樞機宅第 Central Baptist Manor (9403 95 Avenue) - 閘門宅第 Gateway Manor (4215 102 Avenue) - 恩惠花園庭 Grace Garden Court (6303 104 Avenue) - 歐特威爾地 Ottewell Place (6207 92 Avenue) - 聖安德魯村 St. Andrew’s Selo (8025 101 Avenue) | 邦尼杜恩站、愛德蒙頓圖書館艾迪爾外爾德分館、斯特拉森站和卡皮萊諾轉運中心 | 卡皮萊諾轉運中心         |

## 學校接駁專車 (600)
學校接駁路線（School Special Bus Routes）為愛德蒙頓交通服務處為中學生所規劃之通勤路線，路線主要為接駁服務，僅停靠學校和其路線之轉運中心（或社區中心）。服務時間依照中學上下學發車，早晨為轉運中心（或社區中心）至學校，下午為學校至轉運中心（社區中心）。
|          |          |                                                                                    |                                           |  |
| 路線編號 | 路線編號 | 服務學校                                                                           | 接送轉運中心                              |  |
| 610      | 610      | 勒格樞機主教中學/伊莉莎白女皇學校                                                  | 歐克萊爾轉運中心                          |  |
| 611      | 611      | 樞機主教奧利里中學/聖則濟利亞中學/基拉爾尼學校/伊莉莎白女皇學校                    | 北門轉運中心                              |  |
| 612      | 612      | 樞機主教奧利里中學/聖則濟利亞中學/基拉爾尼學校/伊莉莎白女皇學校                    | 卡索曼社區                                |  |
| 613      | 613      | 樞機主教奧利里中學/聖則濟利亞中學/基拉爾尼學校/伊莉莎白女皇學校                    | 鄧路斯社區/卡索當轉運中心                 |  |
| 614      | 614      | 樞機主教奧利里中學/聖則濟利亞中學/基拉爾尼學校/伊莉莎白女皇學校                    | 巴圖林社區/誒克萊爾轉運中心               |  |
| 616      | 616      | 瑪麗·巴特沃斯中學                                                                  | 美麗湖社區                                |  |
| 617      | 617      | 瑪麗·巴特沃斯中學                                                                  | 卡索當轉運中心/歐克萊爾轉運中心           |  |
| 620      | 620      | M·E·拉查爾特學校/J·J·波稜天主教學校/唐納·梅西學校                                  | 克萊爾維尤轉運中心                        |  |
| 621      | 621      | M·E·拉查爾特學校/J·J·波稜天主教學校                                                | 東克里斯塔利納·奈拉社區                   |  |
| 622      | 622      | 愛德蒙頓協和大學                                                                   | 競技場轉運中心                            |  |
| 623      | 623      | M·E·拉查爾特學校/基拉爾尼學校                                                      | 競技場轉運中心                            |  |
| 624      | 624      | 樞機主教奧利里中學/聖則濟利亞中學/基拉爾尼學校/伊莉莎白女皇學校                    | 拉波斯威爾社區                            |  |
| 625      | 625      | 樞機主教奧利里中學/聖則濟利亞中學/基拉爾尼學校/伊莉莎白女皇學校                    | 牛津社區                                  |  |
| 626      | 626      | 巴爾溫學校/樞機主教奧利里中學/聖則濟利亞中學                                       | 克里斯塔利納·奈拉社區                     |  |
| 630      | 630      | 歐特威爾學校/奧斯丁·歐布萊恩中學/愛德蒙頓國王大學                                  | 希爾芙貝里社區                            |  |
| 631      | 631      | 歐特威爾學校/奧斯丁·歐布萊恩中學/愛德蒙頓國王大學                                  | 草甸轉運中心                              |  |
| 632      | 632      | 奧斯丁·歐布萊恩中學                                                                | 戴維斯轉運中心                            |  |
| 633      | 633      | 奧斯丁·歐布萊恩中學                                                                | 競技場轉運中心                            |  |
| 634      | 634      | 麥奈利中學                                                                         | 草甸轉運中心                              |  |
| 635      | 635      | 麥奈利中學/麥可·特洛伊神父學校/愛德蒙頓國王大學                                    | 希爾芙貝里社區                            |  |
| 636      | 636      | 麥奈利中學                                                                         | 戴維斯轉運中心                            |  |
| 637      | 637      | 舊斯科納學院/布雷瑪學校/歐特威爾學校                                               | 大學轉運中心                              |  |
| 642      | 642      | 三位一體天主教中學/J·波西·佩奇中學                                                 | 米爾伍茲轉運中心/雷克伍德轉運中心         |  |
| 643      | 643      | T·D·貝克學校/聖家學校                                                              | 米爾伍茲轉運中心                          |  |
| 651      | 651      | 阿瓦隆中學                                                                         | 南門轉運中心                              |  |
| 652      | 652      | 斯特拉斯科納中學                                                                   | 南門轉運中心                              |  |
| 653      | 653      | 斯特拉斯科納中學                                                                   | 米爾伍茲轉運中心                          |  |
| 654      | 654      | 斯特拉斯科納中學                                                                   | 溫莎公園社區                              |  |
| 655      | 655      | 斯特拉斯科納中學                                                                   | 南校區/愛德蒙頓堡公園轉運中心             |  |
| 656      | 656      | 斯特拉斯科納中學                                                                   | 戴維斯轉運中心                            |  |
| 657      | 657      | 斯特拉斯科納中學                                                                   | 勒格轉運中心                              |  |
| 660      | 660      | 哈利·恩雷中學/路易·聖勞倫天主教中學/D·S·麥肯齊中學                                 | 世紀公園轉運中心                          |  |
| 661      | 661      | 哈利·恩雷中學/路易·聖勞倫天主教中學                                                | 米爾伍茲轉運中心/雷克伍德轉運中心         |  |
| 662      | 662      | 哈利·恩雷中學/路易·聖勞倫天主教中學                                                | 世紀公園轉運中心                          |  |
| 664      | 664      | 安娜·安德森中學                                                                    | 沃克社區                                  |  |
| 665      | 665      | 安娜·安德森中學                                                                    | 查爾斯沃斯社區                            |  |
| 667      | 667      | 安娜·安德森中學                                                                    | 世紀公園轉運中心                          |  |
| 668      | 668      | 安娜·安德森中學                                                                    | 查普爾社區                                |  |
| 671      | 671      | 聖弗朗西斯·澤維爾中學/艾力克斯·詹維爾學校/聖湯瑪斯·摩爾中學/賈斯珀地中學           | 西愛德蒙頓商場轉運中心/路易斯農場轉運中心 |  |
| 672      | 672      | 聖弗朗西斯·澤維爾中學/艾力克斯·詹維爾學校/聖湯瑪斯·摩爾中學/賈斯珀地中學           | 賈斯珀地轉運中心                          |  |
| 673      | 673      | H·E·布魯爾特天主教中學/希爾克雷斯特學校                                            | 西愛德蒙頓商場轉運中心                    |  |
| 674      | 674      | H·E·布魯爾特天主教中學/希爾克雷斯特學校                                            | 西愛德蒙頓商場轉運中心/路易斯農場轉運中心 |  |
| 675      | 675      | S·布魯斯·史密斯學校                                                                | 喀麥隆高地社區                            |  |
| 676      | 676      | 聖弗朗西斯·澤維爾中學/艾力克斯·詹維爾學校/聖湯瑪斯·摩爾中學                        | 貝爾米德社區                              |  |
| 677      | 677      | 聖弗朗西斯·澤維爾中學/賈斯珀地中學                                                 | 派翠莎高地社區                            |  |
| 681      | 681      | 麥當勞總主教中學/羅斯·歇波德學校                                                   | 西愛德蒙頓商場轉運中心/路易斯農場轉運中心 |  |
| 682      | 682      | 麥當勞總主教中學/羅斯·歇波德學校/聖羅斯中學/克雷斯特伍德學校/帕克維尤學校/河畔中學 | 勒格轉運中心/威斯特蒙特轉運中心           |  |
| 683      | 683      | 麥當勞總主教中學/羅斯·歇波德學校                                                   | 卡索當轉運中心                            |  |
| 684      | 684      | 麥當勞總主教中學/羅斯·歇波德學校                                                   | 歐克萊爾轉運中心/北門轉運中心             |  |
| 691      | 691      | 阿米斯夸其學院                                                                     | 國王道/皇家艾力克斯轉運中心               |  |
| 692      | 692      | 維多利亞學校                                                                       | 西愛德蒙頓商場轉運中心                    |  |

## 斯托尼平原路穿梭公車
此路線使用小運量公車行駛。路線每小時一班，從賈斯珀轉運中心至位於奧利弗的聯合廣場，並禁止攜帶自行車。

## 身心障礙服務專車 (DATS)
身心障礙服務專車（英文：Dedicated Accessible Transit Service，簡稱DATS）為愛德蒙頓交通處專門為行動、認知或精神障礙之旅客到府接送的共享公共路線服務。此路線需經過核可和註冊才可使用，並與其他路線有不同之收費系統。

## 冬季收容所穿梭公車
為因應愛德蒙頓市遊民問題和其對應之冬季極寒氣候，市政府制定了數個免費路線協助無家者安全抵達指定之收容地點。此路線服務為季節性，僅於十一月初至三月底之間營運；時段為每日11時至下午五點半。
以下為其服務項目：
|        |        |                                     |                                                                                  |  |
| 路線   | 路線   | 主要駛經                            | 接送轉運中心                                                                     |  |
| 北環線 | 北環線 | 97街/153大街/曼寧道/堡路            | 歐克萊爾轉運中心/北門轉運中心/克萊爾維尤轉運中心/巴爾福德轉運中心/競技場轉運中心 |  |
| 南環線 | 南環線 | 賈斯珀大街/109街/111街/113街/82大街 | 南門轉運中心/大學轉運中心/省政中心轉運中心                                       |  |
| 西環線 | 西環線 | 111大街/156街/107大街               | 體育場轉運中心/國王道/皇家艾力克斯轉運中心/威斯特蒙特轉運中心/賈斯珀地轉運中心   |  |

## 聖艾伯特跨市公車 (200)
愛德蒙頓交通服務處將200號之路線編號設置給衛星城鎮聖艾伯特的交通局，以利聖艾伯特市編碼由聖艾伯特市境聯通至愛德蒙頓市中心（和市境）的路線。其餘市境內服務之路線為避免與都會區路線重疊，編碼前皆加有A字母（如：A32號路線）以表示為聖艾伯特（英文：St. Albert）市境內之路線。

## 斯特拉斯科納縣公車系統 (400)
愛德蒙頓交通服務處將400號之路線編號設置給衛星城鎮斯特拉斯科納縣（尤其為舍伍德公園）的斯特拉斯科納縣交通局，以利斯特拉斯科納縣編碼主要由舍伍德公園莊聯通至愛德蒙頓市中心（和莊境內）的路線。

## 資料來源
1. ↑  Kornik, Slav; Johnson, Scott. . Global News. 28 March 2018  [3 December 2018]. （原始内容存档于2024-01-22）.
2. ↑  . City of Edmonton.   [1 December 2020]. （原始内容存档于2021-06-23）.
3. ↑  Cook, Dustin. . Edmonton Journal. 8 November 2019  [9 November 2019]. （原始内容存档于2022-01-21）.
4. 1 2 3  Mertz, Emily. . Global News.   [February 19, 2018]. 原始内容存档于24 April 2019.
5. 1 2  Hatcher, Colin. . 1983. ISBN 091913033X.
6. 1 2  Kent, Gordon. . Edmonton Journal. 2 May 2009: B.3.
7. ↑  Ogle, Andy. . Edmonton Journal. 4 September 1996: B.3.
8. ↑  . Edmonton Journal. 23 April 2001: B1.
9. ↑  . City of Edmonton.   [3 July 2018]. （原始内容存档于3 July 2018）.
10. ↑  Ramsay, Caley. . Global News.   [24 November 2020]. （原始内容存档于2023-04-24）.
11. ↑  Town of Beaumont. .   [November 30, 2017]. （原始内容存档于1 December 2017）.
12. 1 2 3 4  . City of Edmonton.   [September 28, 2017]. （原始内容存档于2021-06-18）.
13. ↑  . （原始内容存档于2006-01-26）.
14. ↑   (19). May 2008.
15. ↑  . Blackgold Broadcasting. 20 August 2015  [12 March 2018]. （原始内容存档于2018-03-13）.
16. ↑  Gordon, Kent. . Edmonton Journal. 20 August 2004: B4.
17. ↑  . City of Edmonton.   [24 December 2019]. （原始内容存档于26 September 2016）.
18. 1 2  Callsen, Laurie. . Metro News. 27 April 2012  [10 March 2018]. （原始内容存档于31 March 2018）.
19. ↑  Emily Mertz. . Global News.   [November 30, 2017].
20. 1 2  Jansen, Emily. . Post Media. 3 May 2018  [9 May 2018]. （原始内容存档于2021-04-12）.
21. ↑  Emily Mertz. . Global News. February 27, 2018  [February 27, 2018]. （原始内容存档于2024-01-22）.
22. ↑  Cook, Dustin. . Edmonton Journal. 14 June 2019  [16 June 2019]. （原始内容存档于2019-06-16）.
23. ↑  .   [2024-01-22]. （原始内容存档于2021-06-23）.
24. ↑  https://www.edmonton.ca/sites/default/files/public-files/assets/transit/systemmaps/ETS-Day-Map-sept-2022.pdf （页面存档备份，存于） [裸網址]
25. ↑   (PDF). Edmonton Transit System.   [2024-01-25]. （原始内容存档 (PDF)于2024-01-25）.
26. ↑  . Edmonton Transit SerVice.
27. ↑  . 24 November 2021.
28. ↑  .   [2024-03-20]. （原始内容存档于2024-04-19）.
29. ↑  . City of Edmonton.   [20240319]. （原始内容存档于2024-08-15）.